# نقولا سوبيك زرنسكي

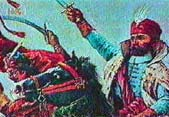
نقولا زرنسكي

نقولا سوبيك زرنسكي (بالكرواتية: Nikola Šubić Zrinski)‏ (1508 - 7 سبتمبر 1566) هو نبيل كرواتي وقائدٌ في جيش ملكية هابسبورغ. اشتُهر زرنسكي لمشاركته في حصار سيكتوار قائداً للمُدافعين عن المدينة أمام الغزو العُثماني بقيادة السلطان سليمان القانوني، ويُنظر إليه على أنّه بطلٌ قوميٌ في كل من كرواتيا والمجر.